# Seimchán
Seimchán (en ruso: Сусума́н) es una ciudad del óblast de Magadán, Rusia, localizada a la orilla izquierda del curso alto del río Kolimá, a unos 350 km al norte de Magadán, la capital del óblast. Su población en el año 2010 era de 2800 habitantes.

## Historia

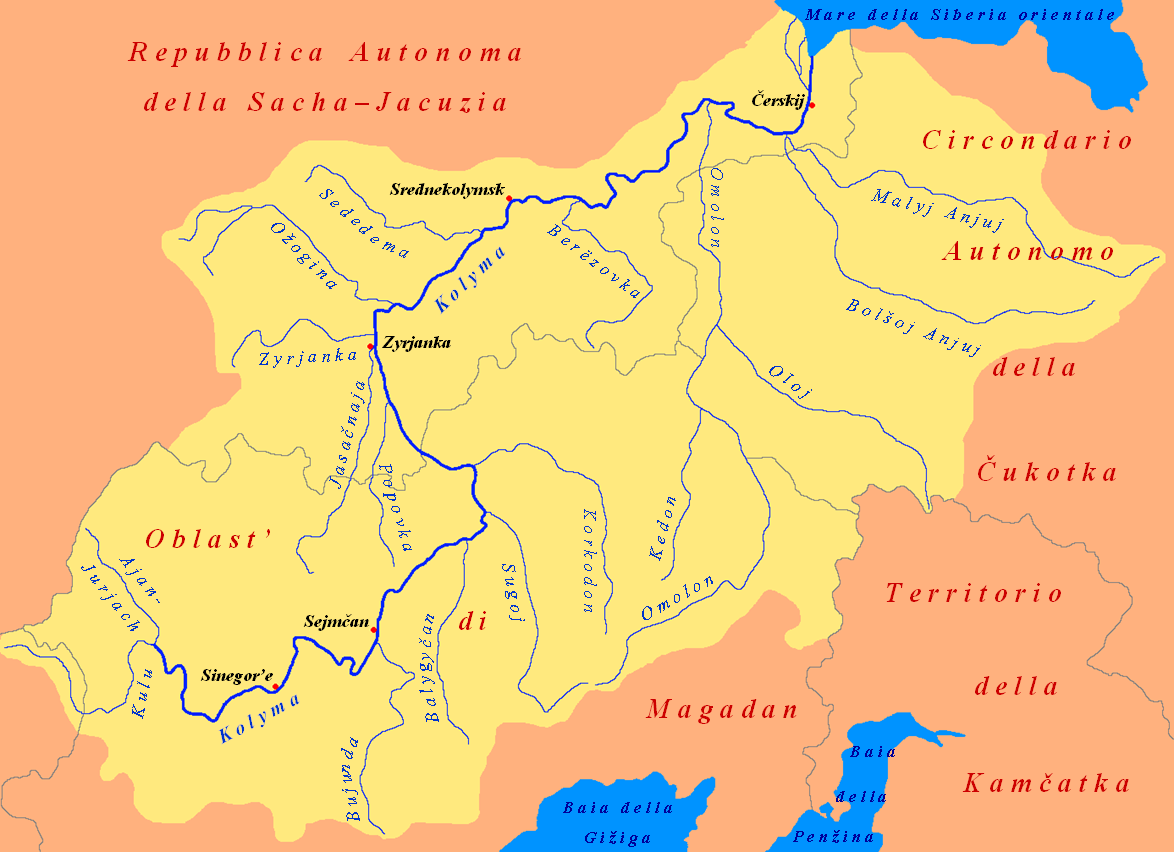
Mapa en italiano del río Kolimá en el que aparece, sobre su curso alto, Seimchán (Sejmčan)

El asentamiento se fundó en el siglo XVII por yakutos. Su nombre deriva del idioma yakuto y significa polinia, un espacio abierto de agua rodeado de hielo marino.
El desarrollo económico se incrementó desde la apertura de las minas de oro en 1931, y el descubrimiento de explotaciones de carbón y cobalto.
Desde 1949 a 1955 fue una base de un campo de trabajo que albergó a 5700 prisioneros, obligados a trabajar en las minas de oro y en la producción de madera.